# Kristal Marshall
Kristal Marshall (Los Angeles, 11 novembre 1983) è una modella, attrice ed ex wrestler statunitense, nota per i suoi trascorsi nella World Wrestling Entertainment tra il 2005 e il 2007. Ha inoltre militato nella Total Nonstop Action a cavallo tra il 2009 e il 2010.

## Carriera da modella
Prima di lavorare per la World Wrestling Entertainment è apparsa come concorrente del concorso Miss California nel 2004 e successivamente come modella per Deal or No Deal. Ha poi partecipato a videoclip di 50 Cent e Ma$e, è apparsa in spot pubblicitari per lo show The Best Damn Sports Show Period e ha anche fatto da "Barker Beauty" nello show americano The Price Is Right.

## Carriera nel wrestling

### World Wrestling Entertainment (2005–2007)
Marshall entrò nella WWE come finalista del Diva Search del 2005; non riuscì a vincere il concorso ma nonostante la sconfitta fu assunta come intervistatrice nel roster di SmackDown!. Intervistò numerosi wrestler e durante l'edizione 2006 di No Way Out fece una breve apparizione sul ring, venendo attaccata da Finlay e difesa da Bobby Lashley.
Il suo primo feud fu con Jillian Hall (allora heel) e nel suo match di debutto (SmackDown! del 10 marzo 2006) vinse un Divas Uncovered match. Il 15 giugno debuttò nella Deep South Wrestling, affrontando e battendo Tracy Taylor in maniera sleale. Nel frattempo, Ashley Massaro debuttò a SmackDown! riuscendo ad attirare su di sé l'attenzione di tutti; gelosa della collega, si alleò con Michelle McCool contro Ashley e Jillian Hall: la resa dei conti fu un Bra & Panties match a The Great American Bash vinto da Massaro. 
In seguito continuò ad apparire a SmackDown! regolarmente, ingaggiando una breve rivalità con il nuovo acquisto della WWE nonché vincitrice del Diva Search 2006 Layla.
Marshall partecipò poi alla ECW One Night Only in un "Extreme strip poker" come rappresentante di SmackDown!. Anche Ashley, Candice Michelle, Maria, Kelly Kelly e Trinity presero parte alla contesa, le prime tre per il roster di Raw e le altre due per quello di ECW.
La settimana seguente a SmackDown! vinse un "Diva Dance Off" avente come giudici Aaron e Nick Carter.
Nel febbraio 2007 diventò amica intima di Vickie Guerrero ed iniziò a flirtare (kayfabe) con il general manager di SmackDown! Theodore Long. Nell'edizione di SmackDown! del 27 aprile, confessò il suo amore per Long e lo baciò, iniziando poi una relazione con lui. Dopo esser diventati una coppia, Marshall iniziò ad aiutare Long nella ricerca di un assistente che permettesse ai due di trascorrere più tempo insieme. La ragazza suggerì Vickie Guerrero, che avrebbe poi accettato l'incarico il 18 maggio. Il 22 giugno, Long chiese sul ring a Kristal di sposarlo (kayfabe); con le lacrime agli occhi, Marshall scappò dal ring; in seguito, nel backstage chiese a Long di farle rivedere l'anello e accettò di sposarlo.
Nella puntata di SmackDown! del 17 agosto, Kristal annunciò a Torrie Wilson e Michelle McCool di volerle come damigelle d'onore al matrimonio e le due ragazze accettarono.
Solo per terminare la storia (kayfabe), il 21 settembre Long fu colpito da un attacco di cuore durante la celebrazione del loro matrimonio all'interno del ring. Fu svincolata dalla WWE un paio di settimane dopo.

### Total Nonstop Action (2009–2010)
Debuttò nella Total Nonstop Action il 18 ottobre 2009, al pay-per-view Bound for Glory durante il match tra Bobby Lashley e Samoa Joe come parte della tifoseria di Lashley. Rinominata Kristal Lashley, venne ritratta come la moglie del suo fidanzato nella vita reale (appunto Lashley). Iniziò poi un'angle con Scott Steiner che continuava a tormentare la donna durante i suoi incontri con Lashley. Il suo debutto nel ring della TNA arrivò tuttavia nell'edizione del 12 dicembre di Impact! in team con Lashley contro Steiner e Awesome Kong, ma in quell'occasione perse l'incontro.
Fu tagliata dalla federazione l'anno successivo, dopo l'abbandono di Lashley dalla TNA.

### Circuito indipendente (2013)
Nell'aprile 2013 ha fatto il suo ritorno sul ring a Top Rope Promotions vincendo in coppia con Awesome Kong contro Jillian Hall e Kasey Ray.

## Altre apparizioni
Marshall è apparsa in un episodio di Hogan Knows Best. Ha fatto successivamente un'apparizione nell'episodio del 6 febbraio 2008 di Project Runway insieme a Maria Kanellis, Torrie Wilson, Layla e Michelle McCool.
Nel giugno del 2007 ha posato per la copertina della rivista African Americans on Wheels (edizione di settembre).

## Vita privata
È stata legata sentimentalmente a Bobby Lashley dal 2007 al 2012. La coppia ha avuto due figli.

## Personaggio

### Mosse finali
- Kristal Krash (Sitout inverted DDT)
- Belly-to-back mat slam – 2006
- Hair pull rope Choke – 2006

### Wrestler assistiti
- Bobby Lashley
- Michelle McCool
- Paul Burchill
- The Miz

### Musiche d'ingresso
- Move It Up di Richard Cottle (WWE; 2006)
- Feelin' Me di Kynady Lee (WWE; 2006–2007)

## Titoli e riconoscimenti
- Fitness Universe
  - Ms. Bikini America (Medium Class; 2008)
- NPC Arnold Amateur Championships
  - 2º posto (Short Class; 2009)
- NPC USA Bodybuilding & Figure Championships
  - 1º posto (Class C & Overall; 2009)